# Pseudomicrocara occidentalis
Pseudomicrocara occidentalis es una especie de coleóptero de la familia Scirtidae.

## Distribución geográfica
Habita en Australia.